# Modern Combat 2: Black Pegasus
Modern Combat 2: Black Pegasus est un jeu vidéo de tir à la première personne développé par Gameloft Montréal et édité par Gameloft, sorti en 2010 sur iOS, Android, Xperia Play et BlackBerry PlayBook.

## Accueil
- IGN : 8,5/10[1]
- Pocket Gamer :  9/10[2]
- TouchArcade : 5/5[3]